# Пожежа в клубі Colectiv
Пожежа в клубі Colectiv сталася у Бухаресті, Румунія, 30 жовтня 2015 року. Внаслідок пожежі загинуло 64 людини (26 на місці, 38 у лікарнях) та було поранено 146.
Вогонь спалахнув під час безплатного концерту, який виконував метал-гурт Goodbye to Gravity на честь релізу свого нового альбому, «Mantras of War». Піротехніка, в яку входили «бенгальські вогні», підпалила легкозаймисту поліуретанову акустичну піну, і вогонь швидко поширився. Більшість жертв були отруєні токсинами, що виділилися з палаючої піни.
Через велику кількість жертв румунська влада перевела деяких серйозно поранених до лікарень в Ізраїль, Нідерланди, Бельгію, Австрію, Сполучене Королівство, Норвегію, Німеччину та Францію.
Масові протести через корупцію, пов'язану з пожежею, призвели до відставки прем'єр-міністра Румунії Віктора Понти та його уряду.

## Галерея

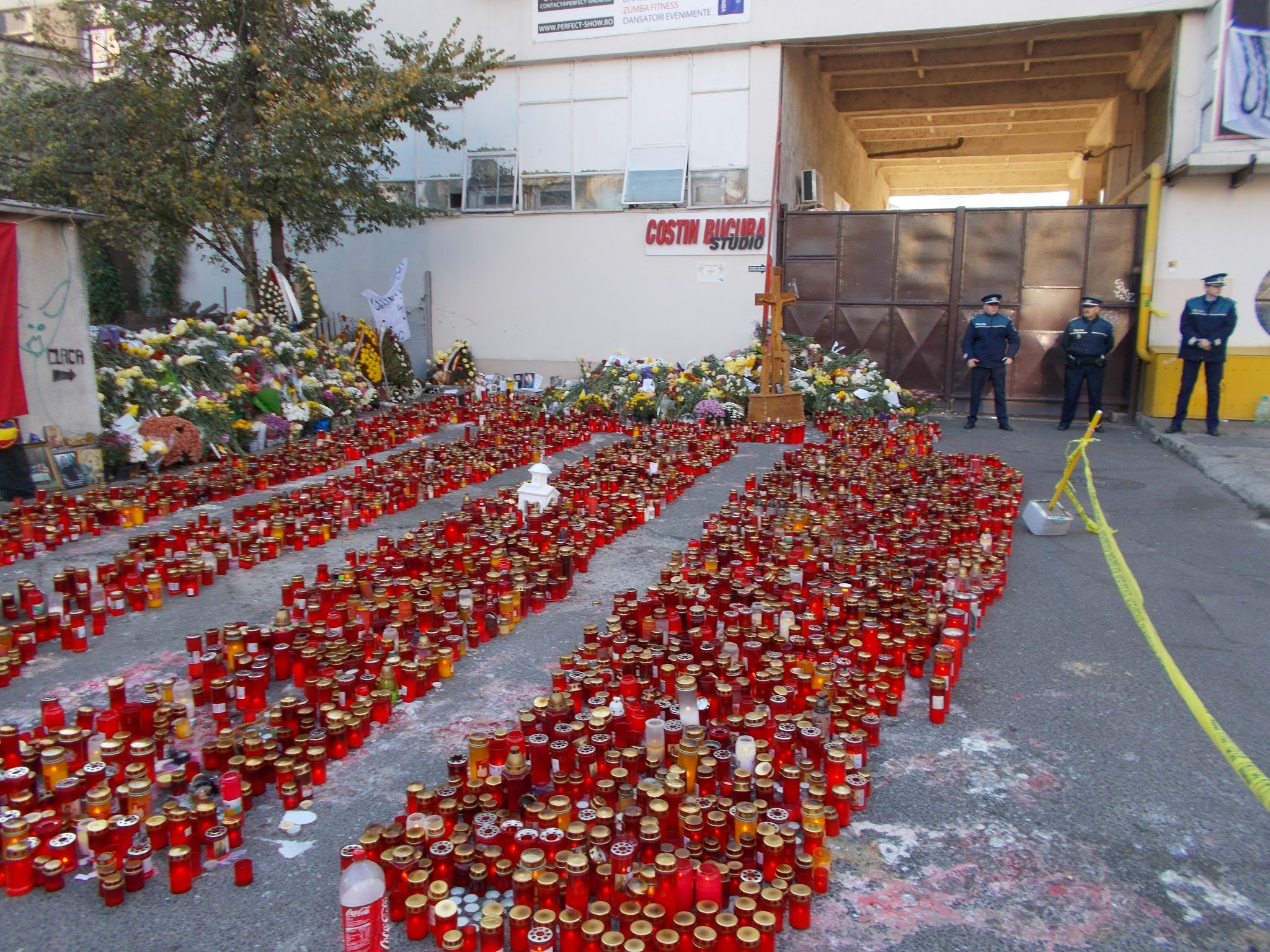
Головний вхід колишньої фабрики, охороняється поліцейськими
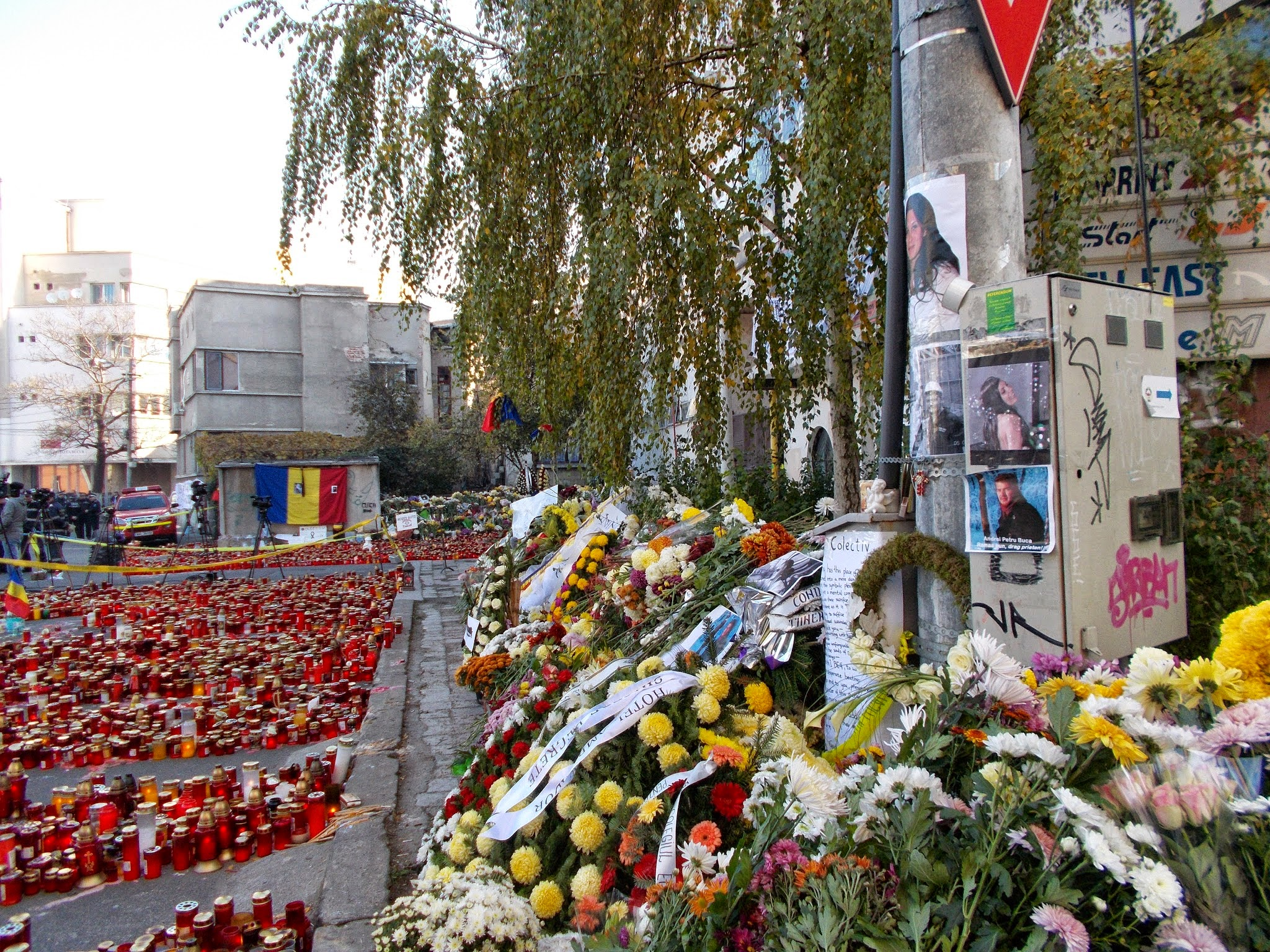
Свічки та вінки на місці Клубу Colectiv
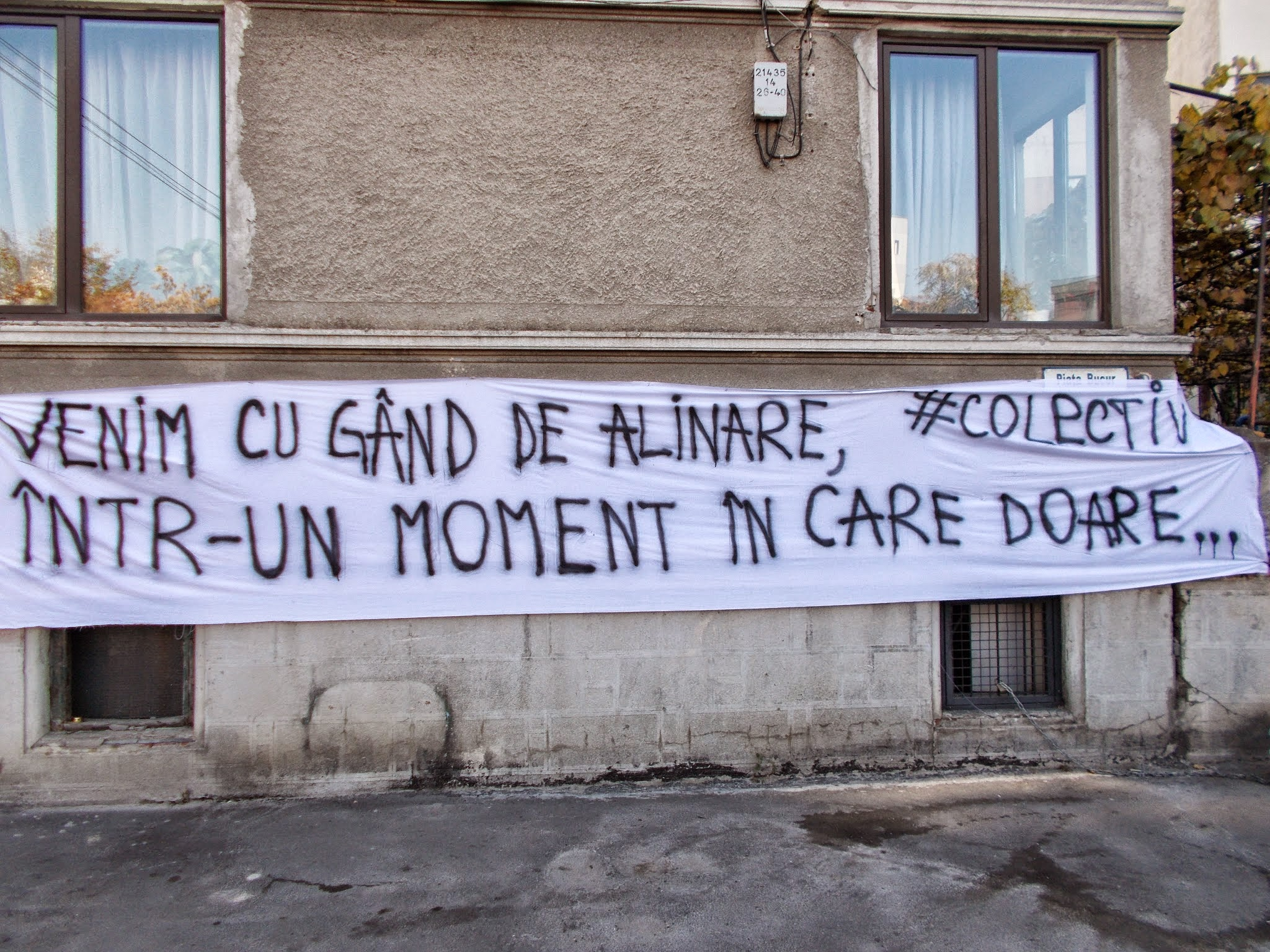
Банер: "Ми приходимо з думкою про комфорт, в мить, що болить ..."